# Bahnhof Selters (Westerwald)
Der Bahnhof Selters (Westerwald) ist ein Bahnhof der noch im Güterverkehr betriebenen Bahnstrecke Engers–Au und der heute stillgelegten Kleinbahn Selters-Hachenburg in Selters im Westerwaldkreis.

## Geschichte
Die Idee zum Bau einer Bahnverbindung im Westerwald entstand Mitte des 19. Jahrhunderts, um den Transport regionaler Rohstoffe wie Quarzit, Sand, Tonerden und Basalt zu erleichtern. 1895 wurde ein offizielles Gesuch für den Bau einer Schmalspurbahn von Marienrachdorf oder Selters nach Hattert oder Hachenburg eingereicht. Nach Genehmigung durch die zuständigen Behörden begann 1900 der Bau der Kleinbahn Selters–Hachenburg, die am 1. August 1901 eröffnet wurde. Die Strecke war etwa 24 Kilometer lang und verband zahlreiche Orte zwischen Selters und Hachenburg.
Der Bahnhof Selters verfügte über ein Empfangsgebäude mit Dienst- und Warteräumen sowie weitere betriebliche Einrichtungen. Die Kleinbahn diente dem Transport von Rohstoffen aus dem Herschbacher Becken und war auch für Pilgerfahrten zum Wallfahrtsort Marienstatt von Bedeutung. Der Güterverkehr konzentrierte sich vor allem auf den Abschnitt Selters–Herschbach, während der Personenverkehr hauptsächlich auf der Strecke nach Hachenburg stattfand.
In den folgenden Jahrzehnten wurde die Strecke durch zusätzliche Haltestellen erweitert. Dennoch geriet die Bahn wirtschaftlich unter Druck, da die Betriebskosten hoch und die Einnahmen gering waren. 1960 wurde die Kleinbahn stillgelegt und die Gleisanlagen abgebaut. Der Personenverkehr auf der Strecke Engers–Au endete 1989.
Heutige Situation
Das ehemalige Empfangsgebäude des Bahnhofs Selters wird heute privat genutzt, das Gelände dient größtenteils als Industriefläche für die im Ort ansässigen Schütz-Werke. Die vorhandene Bahnstrecke führt daher durch deren eingezäuntes Betriebsgelände. Der öffentliche Nahverkehr in der Region wird inzwischen durch Buslinien sichergestellt, die weitgehend der früheren Bahntrasse folgen.